# 赛车游戏
赛车游戏（英語：Racing Games）是竞速游戏的一类，是指游戏内容主要是玩家控制汽车进行竞速比赛的电子游戏。
赛车游戏的主要游戏方式和游戏目标是玩家驾驶车辆同CPU或其他玩家比赛并试图获取胜利，过程中经常营造驾驶汽车的速度感和刺激感。

## 著名的赛车游戏
- 瑪利歐赛车（Mario Kart）
- 极品飞车（Need for Speed）
- 跑車浪漫旅系列（Gran Turismo）
- 速度生活（Live for Speed）
- 跑跑卡丁車（CrazyRacing KartRider）
- 狂野飆車系列（Asphalt）
- 极限竞速系列（Forza Motorsport，Forza Horizon）
- 科林麦克雷拉力赛/尘埃（Colin McRae: DiRT/DiRT）
- 賽車計劃（Project CARS）
- 神力科莎（Assetto Corsa）
- 駕駛俱樂部（Driveclub）
- 飆酷車神2（The Crew 2）
- QQ飛車（QQ Speed，台服稱極速領域）